# Гуменюк Ігор Володимирович
І́гор Володи́мирович Гуменю́к (псевдо Дубе́нко) (1994 — 5 липня 2023) — боєць добровольчого батальйону «Січ», що був звинувачений у вбивстві правоохоронців біля будівлі Верховної Ради під час заворушень 31 серпня 2015 року.

## Життєпис
Ігор Гуменюк народився у 1994 році у Кам'янець-Подільську. До подій Євромайдану, в яких брав активну участь, був студентом. Після Майдану став добровольцем батальйону «Січ» (офіційно — рядовим міліції). Служив у Кураховому та Пісках, неподалік Донецького аеропорту. Знайомі учасники добровольчих батальйонів характеризують його як «сміливого бійця».
Очолював Кам'янець-Подільський осередок ВГО «Сокіл», організації, що стоїть на засадах «українського соціал-націоналізму». Гуменюк був також активістом ВО «Свобода», хоча офіційно до членів партії не належав.
Просидів у СІЗО вісім років, очікуючи вироку суду. Просив, щоб його відправили з-за ґрат на війну.

## Справа щодо участі в сутичках 31 серпня 2015 року
31 серпня 2015 року, під час голосування у Верховній Раді за зміни до Конституції України щодо децентралізації, брав участь у мітингу проти цих змін.
Після голосування почалися сутички протестувальників із правоохоронцями. У ході протистоянь стався вибух бойової гранати, в результаті чого було поранено десятки осіб, трьох із них — смертельно. Усі загиблі служили в Національній гвардії України за призовом.
Того ж дня затримано Ігоря Гуменюка. За словами міністра внутрішніх справ України Арсена Авакова, у затриманого була чека від гранати РГО та ще одна граната. Журналісти «Радіо Свобода» також опублікували відео, на якому з двох ракурсів зафіксовано людину, що кинула предмет, схожий на гранату, в бік силовиків. Зовнішній вигляд особи збігався з виглядом затриманого Ігоря Гуменюка за низкою ознак: низький зріст, чорна футболка, чорні шорти з характерними помаранчевими стрічками по боках.
Для розслідування інциденту, який привів до загибелі правоохоронців, було створено спільну слідчо-оперативну групу разом з МВС, СБУ та Генеральною прокуратурою. Ігореві Гуменюку інкримінувалося чотири статті Кримінального кодексу України, які передбачали довічне ув'язнення:
- ст. 348 «Посягання на життя працівника правоохоронного органу, члена громадського формування з охорони громадського порядку і державного кордону або військовослужбовця»;
- ст. 345 «Погроза або насильство щодо працівника правоохоронного органу»;
- ст. 293 «Групове порушення громадського порядку»;
- ст. 294 «Масові заворушення».

Адвокат Ігоря Гуменюка Сидір Кізін заявив журналістам, що його підзахисний не визнає своєї провини й доказів його вини в справі немає. Зокрема, у справі не йдеться про вилучення жодних вибухових пристроїв. Іншим захисником Гуменюка у суді став Олександр Свиридовський. Обидва адвокати — члени ВО «Свобода».
За словами Сергія Крайняка, іншого фігуранта справи, звільненого із СІЗО після 4,5 років під вартою: «Експертиза ДНК не знайшла зразків Ігоря на чеці та запобіжному кільці кинутої гранати, там є зразки іншої людини».[неавторитетне джерело]
У лютому 2022 року суд відновив публічні слухання після того, як виникла технічна проблема з трансляцією засідань в інтернеті. Це майже збіглося в часі з етапом, на якому суд мав розпочати допит свідків, але наразі нікого ще так і не заслухали. Станом на 5 жовтня 2022 року Ігор Гуменюк утримувався під вартою вже 7 років, 1  місяць і 14 днів. Адвокат Свиридовський, посилаючись на практику ЄСПЛ, наполягав на зміні запобіжного заходу в разі, якщо суд протягом 5 років не може розглянути справу. За словами адвоката, на той момент прокурор не надав усі письмові докази, а жодного зі 153 потерпілих не допитали. Сам Гуменюк говорив суду про те, що не збирається тікати з країни й буде дотримуватися всіх покладених на нього обов’язків. 

## Загибель
5 липня 2023 року, за інформацією наданою правоохоронцями, загинув унаслідок спрацювання свого ж вибухового пристрою в приміщенні Шевченківського районного суду міста Києва.